# Togo aux Jeux olympiques d'été de 1972
Le Togo participe aux Jeux olympiques d'été de 1972 à Munich avec une délégation de sept athlètes, exclusivement des hommes. 
Il s'agit de sa première participation aux Jeux d'été, bien que son comité national olympique (CNOT) ait été reconnu en 1965. La délégation, dont le porte-drapeau est le coureur Roger Kangni, n'a pas remporté de médaille olympique.

## Athlétisme
Courses
| Athlète      | Épreuve      | Séries | Séries | Demi-finales | Demi-finales | Finale  | Finale  |
| Athlète      | Épreuve      | Temps  | Rang   | Temps        | Rang         | Temps   | Rang    |
| ------------ | ------------ | ------ | ------ | ------------ | ------------ | ------- | ------- |
| Roger Kangni | 800 m hommes | 1:52.1 | 7e     | Éliminé      | Éliminé      | Éliminé | Éliminé |

Concours
| Athlète       | Épreuve          | Qualifications | Qualifications | Finale      | Finale |
| Athlète       | Épreuve          | Performance    | Rang           | Performance | Rang   |
| ------------- | ---------------- | -------------- | -------------- | ----------- | ------ |
| Martin Adouna | Saut en longueur | 7,25 m         | 31e (NQ)       | NC          | NC     |

### Boxe
| Athlète       | Compétition            | 1/32 de finale      | 1/16 de finale           | 1/8 de finale       | Quarts de finale    | Demi-finales        | Finale              |
| Athlète       | Compétition            | Adversaire Résultat | Adversaire Résultat      | Adversaire Résultat | Adversaire Résultat | Adversaire Résultat | Adversaire Résultat |
| ------------- | ---------------------- | ------------------- | ------------------------ | ------------------- | ------------------- | ------------------- | ------------------- |
| Guy Segbaya   | Poids plumes (-57 kg)  | BYE                 | Salah Mohamed Amin L 0-5 | NC                  | NC                  | NC                  | NC                  |
| Kolman Kalipe | Poids welters (-67 kg) | Jesse Valdez L 0-5  | NC                       | NC                  | NC                  | NC                  | NC                  |

### Cyclisme sur route
Engagés sur l'épreuve sur route, l'équipe abandonne en course.
Hommes :
- Gbedikpe Emmanuel Amouzou (18 ans) (DNF)
- Charles Leodo (19 ans) (DNF)
- Tompson Mensah (18 ans) (DNF)